# علاقات صربيا الخارجية
نهضت العلاقات الصربية الخارجية بفضل الجهود التي تبذلها وزارة الخارجية. عقب حل اتحاد الدولة السابق مع الجبل الأسود، ورثت صربيا وزارة الخارجية، إلى جانب جميع ممتلكاتها. تواصل وزارات الخارجية الصربية تقديم الخدمة لمواطني الجبل الأسود في الدول التي لا تمتلك تمثيلًا دبلوماسيًا في الجبل الأسود. أعربت حكومتا صربيا والجبل الأسود عن اهتمامهما باتباع سياسة خارجية مشتركة. أشار الرئيس الصربي السابق بوريس تاديتش إلى العلاقات مع الاتحاد الأوروبي وروسيا والولايات المتحدة والصين بوصفها أركان السياسة الخارجية الأربعة. انضمت صربيا إلى الأمم المتحدة في الأول من نوفمبرعام 2000.

## تاريخيًا

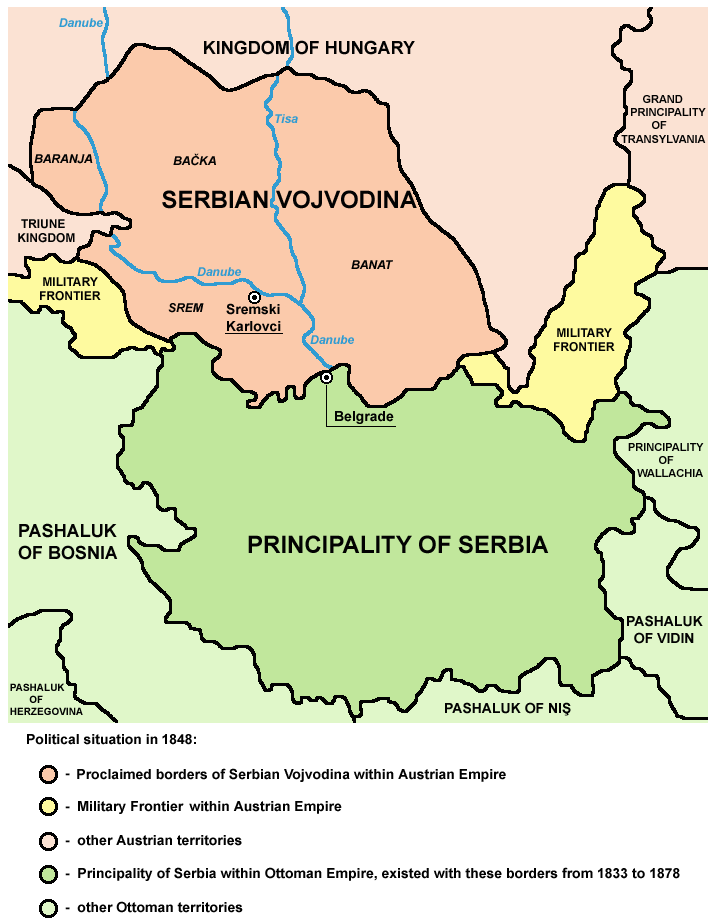
إمارة صربيا (إمارة تتمتع بالحكم الذاتي داخل الإمبراطورية العثمانية) وفويفودينا الصربية (أعلنت مقاطعة مستقلة داخل الإمبراطورية النمساوية) في عام 1848.

### الثورة الصربية والإمارة المستقلة (1804- 1878)
نالت صربيا استقلالها الجزئي عن الإمبراطورية العثمانية عقب اندلاع انتفاضتين، أحدها في عام 1804 (بقيادة دوردي بتروفيتش- كاراجورجي) والأخرى في عام 1815 (بقيادة ميلوس أوبرينوفيتش)، على الرغم من استمرار تواجد القوات التركية في حامية العاصمة، بلغراد، حتى عام 1867. في عام 1817، مُنحت إمارة صربيا الاستقلال بحكم الأمر الواقع عن الإمبراطورية العثمانية. مارس كبار المسؤولين في الإمبراطورية النمساوية المجرية الضغوط من أجل الحصول على الموافقة العثمانية على دستور 1869 الليبرالي لصربيا، والتي كانت مرهونة بالباب العالي للحصول على الموافقة النهائية. تلخصت إستراتيجية فيينا في أن النظام السياسي الليبرالي في صربيا من شأنه أن يحوّل اندفاعه ليؤجج اضطرابات قومية في الدول المجاورة، وأن يؤخر أيضًا الجهود الرامية إلى اكتساب الأرض على حساب الإمبراطورية العثمانية.

### إمارة/مملكة صربيا(1878-1918)
أصبحت الإمارة المستقلة دولة مستقلة معترف بها دوليًا في أعقاب الحرب الروسية التركية المندلعة عام 1878. بقيت صربيا إمارة حتى عام 1882 حيث أصبحت مملكة، وأثناء هذه الفترة تمحورت السياسة الداخلية حول المنافسة على الحكم بين عائلتي أوبرينوفيتش وكاراكوريفيتش.
في عام 1885، احتجت صربيا على توحيد بلغاريا وشرق رومانيا. طالب الملك الصربي، ميلان أوبرينوفيتش (1854-1901)، الذي كان في حاجة إلى تشتيت الانتباه بعيدًا عن مشاكله الداخلية، بلغاريا بالتنازل عن بعض أراضيها لصربيا. ردعته الدول الكبرى، إلا أنه أعلن الحرب على بلغاريا في الثالث عشر من نوفمبر 1885. انتهت الحرب البلغارية الصربية في 3 مارس 1886. عبر الجيش الصربي الحدود الشمالية الغربية لبلغاريا التي لا تمتلك دفاعًا قويًا بهدف الاستيلاء على صوفيا عاصمة بلغاريا. هزم المدافعون البلغاريون الغزاة ثم غزوا صربيا. توسطت فيينا في إبرام معاهدة سلام أعادت الوضع السابق كما كان. بلغ عدد الضحايا الصرب 6800، أي نحو ثلاثة أضعاف العدد الكلي للضحايا البلغاريين البالغ 2300. أرغمت الهزيمة أوبرينوفيتش على التنازل عن العرش في مارس 1889، وانتقل التاج الصربي إلى وصاية على العرش باسم ابنه ألكسندر (1876-1903).

### أهداف صربيا الاستراتيجية
سعت صربيا إلى تحقيق أهداف وطنية متعددة. كان المفكرون الصربيون يحلمون بدولة سلافية جنوبية –التي أصبحت يوغوسلافيا في عشرينيات القرن العشرين. نظر أغلبية الصرب الذين يعيشون في البوسنة إلى صربيا باعتبارها بؤرة لقوميتهم الوطنية، ولكنهم كانوا تحت حكم الألمان في الإمبراطورية النمساوية. كان ضم النمسا للبوسنة في عام 1908 سببًا كبيرًا في نزوح الشعب الصربي. عزم المتآمرون على الانتقام، ونفذوه في عام 1914 باغتيال الوريث النمساوي. تُعد صربيا دولة غير ساحلية، ورغب الصرب بالوصول إلى البحر الأبيض المتوسط، وكان من المستحسن أن يعبروا البحر الأدرياتيكي لتحقيق ذلك. عملت النمسا جاهدة لمنع وصول الصرب إلى البحر، على سبيل المثال من خلال المساعدة في إنشاء ألبانيا في عام 1912. امتلكت دولة الجبل الأسود، الحليف الرئيسي لصربيا، ميناءً صغيرًا، إلا أن تداخل الأراضي النمساوية حال من وصول الصرب إلى أن استولت صربيا على نوفي بازار وجزء من مقدونيا من الإمبراطورية العثمانية في عام 1913. في الجنوب، منعت بلغاريا وصول الصرب إلى بحر إيجه. تحالفت صربيا واليونان والجبل الأسود وبلغاريا في عصبة البلقان وخاضت الحرب ضد العثمانيين في 1912-1913. انتصروا انتصارًا حاسمًا وطردوا الإمبراطورية العثمانية من جميع دول البلقان تقريبًا. كانت النمسا العدو الرئيسي المتبقي، ورفضت بشدة السلافية والقومية الصربية وكانت مستعدة لشن حرب لإنهاء تلك التهديدات. هددت القومية العرقية بتدمير الإمبراطورية النمساوية المجرية متعددة الثقافات. من شأن توسع صربيا منع الطموحات النمساوية والألمانية في إقامة خطوط سكك حديدية مباشرة إلى القسطنطينية والشرق الأوسط. اعتمدت صربيا في المقام الأول على روسيا للحصول على دعم قوة عظمى، إلا أن روسيا ترددت للغاية في بادئ الأمر في دعم النزعة السلافية، ونُصحت بتوخي الحذر. في عام 1914، تراجعت روسيا عن موقفها ووعدت بتقديم دعم عسكري لصربيا.

### الحرب العالمية الأولى
كان اغتيال ولي العهد النمساوي فرانز فرديناند في سراييفو في الثامن والعشرين من يونيو 1914، على يد غافريلو برينسيب، العضو المؤيد للصرب في دولة البوسنة حديثة العهد السبب الرئيسي في إعلان النمسا الحرب ضد صربيا في الثامن والعشرين من يوليو 1914. اتخذت فيينا الاجراءات رغم موافقة صربيا قبل ثلاثة أيام على جميع مطالب فيينا تقريبًا. كانت فيينا مقتنعة بأن صربيا وراء المؤامرة في محاولة لزعزعة استقرار الإمبراطورية متعددة الجنسيات. غزا الجيش النمساوي المجري صربيا واستولى على بلغراد في 2 ديسمبر 1914، ولكن الجيش الصربي نجح في الدفاع عن البلاد، وفاز بعدة انتصارات، وتمكن من استعادة بلغراد في 15 ديسمبر 1914.
في 28 يوليو 1914، أعلنت الإمبراطورية النمساوية المجرية الحرب على صربيا. في ظرف أيام، دخلت خطط الاستنفار طويلة الأجل حيز التنفيذ للبدء في شن عمليات غزو على هذه الدول أو الحماية ضدها، ووقفت روسيا وفرنسا وبريطانيا ضد النمسا وألمانيا فيما أُطلق عليه آنذاك «الحرب العظمى»، وعُرِفت لاحقًا بـ«الحرب العالمية الأولى.» ظنت النمسا أن الحرب ستكون محدودة بين الدولتين فقط. لم تخطط لحرب أوسع اندلعت في غضون أيام.
زعم المؤرخ البريطاني جون زامتيكا أن الإمبراطورية النمساوية المجرية كانت المسؤول الرئيسي عن اندلاع الحرب، إذ تصور قادتها أن الفوز بالحرب ضد صربيا كان الوسيلة الوحيدة التي تتمكن النمسا بها أن تبقى قوة عظمى وتحل النزاعات الداخلية الشديدة الناجمة عن المطالب المجرية وتستعيد نفوذها في دول البلقان. زعم آخرون، أبرزهم البروفيسور كريستوفر كلارك، أن الإمبراطورية النمساوية المجرية التي واجهت صربيا التي بدت عازمة على التحريض على الاضطرابات المستمرة واستولت في نهاية المطاف على جميع الأراضي الصربية الملكية المأهولة (التي شملت، وفقًا لوجهة نظر الشعب الصربي، جميع كرواتيا ودالماتيا والبوسنة والهرسك وبعض مقاطعات المجر الجنوبية (التي تناظر فويفودينا في يومنا هذا)، والتي لم يجد جيشها وحكومتها المتشابكين مع الجماعة الإرهابية الوحدوية المعروفة باسم «اليد السوداء» بديلًا عمليًا لاستخدام القوة في إنهاء ما يعادل التخريب الذي أحدثته صربيا في قسم كبير من أراضيها. ومن هذا المنظور لم تمتلك النمسا خيارًا آخر سوى التهديد بالحرب وإرغام الصرب على الخضوع في حال رغبتها بالبقاء قوة عظمى.

## العلاقات الثنائية
أقامت صربيا علاقات دبلوماسية مع 191 دولة من أصل 193 دولة عضو في الأمم المتحدة ومع الكرسي الرسولي وفلسطين ومنظمة فرسان مالطة العسكرية المستقلة والاتحاد الأوروبي.
لم تقِم صربيا علاقات دبلوماسية مع:
- جمهورية جزر مارشال، ميكرونيسيا.[19]
- جميع الدول المُدرجة في قائمة الدول ذات الاعتراف المحدود.